# 김웅 (1912년)
김웅(金雄, 1912년 ~ 1982년경?)은 공산주의 항일운동가이자 조선민주주의인민공화국의 군인, 정치인이다. 중국 이름은 왕신호(王信虎)다. 연안파로 분류된다.

## 경력
1912년 경상북도 김천에서 태어났다. 1930년 중국으로 건너가 1933년과 1937년 사이에 뤄양 군관학교, 황푸 군관학교, 난징 중앙육군군관학교(제10기)에서 군사교육을 수학하였다. 재학 중 한국국민당에 입당하여 활동하기도 하였다. 난징 군관학교 졸업 이후 연안의 항일군정대학에 들어가고 공산당에 입당하였다. 중일전쟁 개전 이후 중국공산당 팔로군에 가담해 항일무장투쟁을 벌였으며, 조선의용군 교관 및 지휘관으로 활동했다.

1946년 북한으로 들어와 중앙보안간부학교 부교장을 맡다가 1948년 북한 정권 수립에 참여하여 북조선노동당 중앙위원으로 선임되었다. 6·25전쟁 발발 당시 조선인민군 중장으로 제1군단 사령관을 역임하고 있었다. 1군단 휘하에는 조선인민군 6사단, 1사단, 4사단, 3사단, 105전차여단이 있었으며 침공 계획 따라 서부전선을 맡아 황해도에 주둔중이던 1군단을 이끌고 서울방면으로 남침하였다. 이후 낙동강 대공세 등을 지휘했다. 1950년 9월부터는 전선사령부 참모장, 1951년에는 민족보위성 부상, 1953년 2월부터는 전선사령관(상장)을 지냈다. 1958년 당시 민족보위성 부상(대장)이었다.

8월 종파 사건에 연루되어 1958년 공직에서 물러났다. 1968년 다시 복귀하여 아시아·아프리카단결위원회 위원장, 대외문화연락위원회 부위원장, 남예맨 대사 등을 지냈다.